# أوغور باموق
أوغور باموق (بالتركية: Uğur Pamuk؛ بالأذرية: Uğur Pamuk) هو لاعب كرة قدم أذربيجاني وتركي، ولد في 15 سبتمبر 1989 في بيلفلد في ألمانيا. شارك مع منتخب أذربيجان لكرة القدم. أما مع النوادي، فقد لعب مع أرمينيا بيليفيلد ونادي خزر لنكران.

## وصلات خارجية
- أوغور باموق على موقع الاتحاد الأوربي (الإنجليزية)
- أوغور باموق على موقع اتحاد تركيا (لاعب) (الإنجليزية)
- أوغور باموق على موقع قاعدة بيانات كرة القدم.إي يو (الإنجليزية)
- أوغور باموق على موقع ناشيونال فوتبول تيمز (الإنجليزية)
- أوغور باموق على موقع Soccerway.com (الإنجليزية)
- أوغور باموق على موقع عالم كرة القدم.نت (الإنجليزية)
- أوغور باموق على موقع GSA (الإنجليزية)